# Mylothris superbus
Mylothris superbus is een vlindersoort uit de familie van de Pieridae (witjes), onderfamilie Pierinae.
Mylothris superbus werd in 1985 beschreven door Kielland.